# Werner Luck
Werner Albrecht Paul Luck (* 3. April 1922 in Berlin; † 2008 in Berlin), bekannt als Werner A. P. Luck, war ein deutscher Chemiker und Hochschulprofessor.

## Leben und Wirken
Werner Luck besuchte bis 1939 das staatliche Luisenrealgymnasium in Berlin, wo er Ende 1939 vorzeitig sein Reifezeugnis erhielt, da er zum Militärdienst einberufen wurde. Von 1942 bis 1945 war er Physikstudent in der Studentenkompanie des Heereswaffenamtes. 1945 erhielt er sein Physik-Diplom für seine Arbeit zum Thema Beiträge zur spektralen Durchlässigkeit trüber Medien. 1946 wurde er aus englischer Kriegsgefangenschaft entlassen und war von 1947 bis 1952 an der Universität Tübingen Assistent am Physikalisch-Chemischen Institut, wo er 1951 mit spektroskopischen Untersuchungen von Brom- und Ioddämpfen unter Gustav Kortüm promovierte. Von 1952 bis 1970 arbeitete er im Hauptlaboratorium der BASF in Ludwigshafen, ab 1958 war er dort Gruppenleiter.  1968 habilitierte er in Physikalischer Chemie an der Universität Heidelberg über Wasserstoffbrücken-Bindungen. 1970 erhielt er, als Nachfolger von Hans Kuhn, einen Ruf als ordentlicher Professor an das Physikalisch-Chemische Institut der Universität Marburg, eine Stelle, die er bis zu seiner Emeritierung 1990 innehielt.  Luck war in dieser Zeit 1972/73 und 1982/83 Dekan des Fachbereichs Physikalische Chemie.
In der Zeit von 1978 bis 1991 war Luck der Vorsitzende des DECHEMA-Arbeitsausschusses Industrielle Gewinnung von Süßwasser aus dem Meer. 1966 gründete er die Gesellschaft für Verantwortung in der Wissenschaft e. V., den deutschsprachigen Ableger der Society for Social Responsibility in Science (SSRS). Luck war viele Jahre deren Vorsitzender und später Ehrenvorsitzender (ab 2002).

## Auszeichnungen
- 1987 Eötvös-Medaille der Eötvös-Loránd-Universität Budapest
- 1993 Ehrendoktorwürde der Universität Leuven Belgien
- 1993 Max-Born-Medaille der Gesellschaft für Verantwortung in der Wissenschaft